# Dikke Dennis

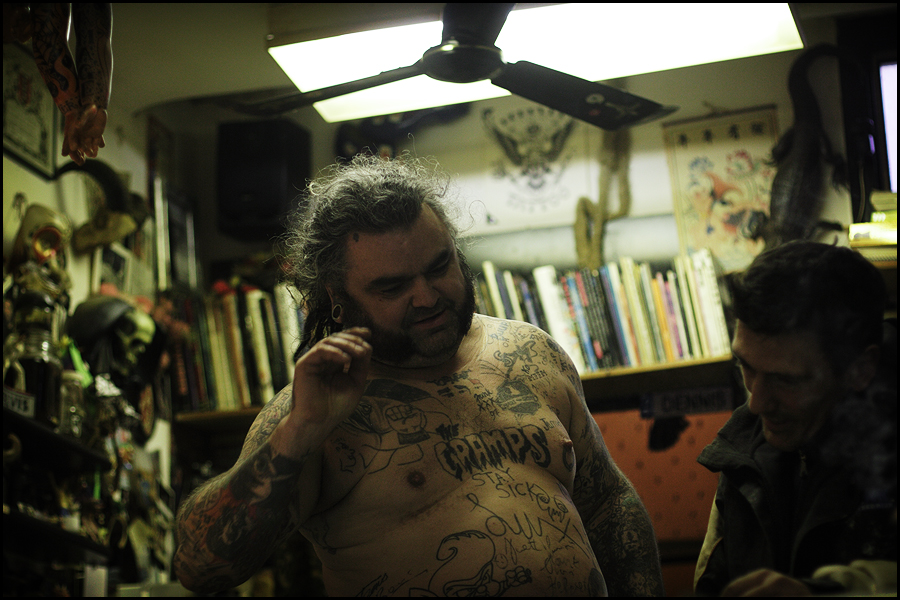
Dikke Dennis in zijn tattooshop '666'.

Dennis Hendrik Overweg (Amsterdam, 1965), beter bekend als Dikke Dennis, is een Nederlands tatoeëerder en soms ook actief als zanger en acteur. Hij werd vooral bekend als 'mascotte' van de Eindhovense hardrockband Peter Pan Speedrock. Zijn bijnaam 'Dikke Dennis' verwijst naar zijn lichaamsomvang.
Dikke Dennis was in het verleden taxichauffeur in Amsterdam en heeft sinds 1991 een eigen tattooshop genaamd '666' aan de Goudsbloemdwarsstraat in de Jordaan. Sinds 1998 maakt hij deel uit van de entourage rondom Peter Pan Speedrock. Hij kondigt het optreden vaak aan en zingt dan een Nederlandstalige cover van het Motörhead-nummer 'The Ace Of Spades'. Als hij met Peter Pan Speedrock op het podium staat bezigt hij zonder uitzondering zijn deels van cabaretier Theo Maassen overgenomen lijfspreuk: "Er komen maar twee goeie dingen uit Amsterdam: de trein naar Eindhoven en Dikke Dennis!" Een ander handelsmerk van hem is het feit dat hij tijdens tv- of podiumoptredens altijd te zien is met ontbloot bovenlijf. Hij heeft een flinke buik en op zijn lichaam staan allerlei tatoeages. De meest in het oog springende daarvan staan links op zijn buik en zijn portretten van Willy Alberti en Johnny Jordaan. In 2001 bracht Dikke Dennis met Peter Pan Speedrock en The Spades (onder de naam Dikke Dennis & Friends) een split-cd uit, getiteld Schoppen Aas. Ook was hij in het verleden regelmatig gastzanger bij de surfrockband The Shavers.
Dikke Dennis heeft verschillende kleine rollen gespeeld in films en tv-series, zoals onder meer in Wild Romance, Hoe overleef ik mezelf?, Gangsterboys, T.I.M., A'dam - E.V.A. en Van God Los. Begin 2005 was Dikke Dennis op tv te zien op TMF in de nep-soap rond rockband DI-RECT. In juli 2005 was hij te zien in een reclamefilmpje voor een aanbieder van mobiele telefonie, waarin hij 'Schoppenaas' en het Motörhead-nummer 'R.A.M.O.N.E.S.' zingt, samen met Peter Pan Speedrock. Aan het einde stagedivet hij van het podium om vervolgens niet opgevangen te worden, waarna een slagzin suggereert dat het slimmer is een abonnement te nemen bij de desbetreffende provider, omdat je daar wel goed opgevangen zou worden. In 2006 was hij ook te zien in de videoclip 'Wij houden van Oranje' van Ali B en André Hazes.
In 2008 verscheen de 'actiebiografie' Ik heb nergens spijt van. Het leven van Dikke Dennis, die werd geschreven door Mark Verver en verscheen bij Strengholt United Media.
In 2014 nam Dikke Dennis deel aan het SBS6-programma Sterren Springen. In de aanloop naar dat programma bracht De Telegraaf het nieuws naar buiten dat hij als tiener in neonazistische kringen verkeerde en bevriend was met de moordenaar van Kerwin Duinmeijer. Op zijn lichaam heeft hij een tatoeage met de tekst 'Nazi Skins' en het White Power-logo. Dennis kwam vaak bij skaconcerten, verkleed in witte overall en kruisbeschermer, bolhoed en oogmake-up net als Alex van gewelddadige film Clockwork Orange om anderen te intimideren. Dennis nam publiekelijk afstand van zijn verleden en dekte voor het programma de twee tatoeages af door het dragen van een badpak. Ondanks een keurig uitgevoerde achterwaartse zweefduik werd hij uitgeschakeld in de eerste aflevering.
In april 2017 had hij een aandeel in het VARA-televisieprogramma De Kwis.
Na het uiteenvallen van Peter Pan Speedrock in 2016 ambieerde Dikke Dennis een solo carrière als zanger. Samen met Alkmaarder Guido Bruin richtte hij Dikke Dennis & de Røckers op. In 2017 had deze band haar eerste optreden op het Rosrock festival te Rossem, aanvankelijk onder de naam Dikke Dennis en Kornuiten. Een tour langs Nederlandse en Belgische poppodia volgde.
In juni 2020 verscheen hun eerste wapenfeit, de single “Prehistorisch Beest”. Uitgebracht door het Brabantse label Down At the Nightclub Records en opgenomen in de studio van Peter van Elderen.

## Acteerwerk

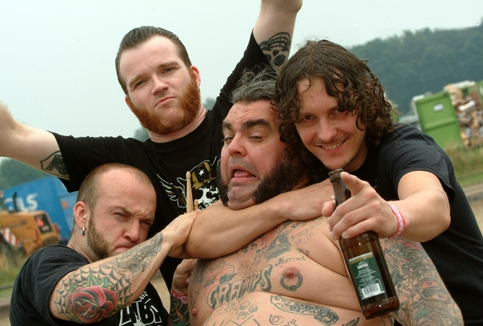
Dikke Dennis met de bandleden van Peter Pan Speedrock.

| Jaar | Titel                          | Rol                   | Soort                                            |
| ---- | ------------------------------ | --------------------- | ------------------------------------------------ |
| 1994 | De vlinder tilt de kat op      | Bouwvakker            | Film                                             |
| 1997 | Erwassus                       | Repelvis              | Tv-serie                                         |
| 1999 | Liefde in de nacht             | Karaokezanger         | Korte film                                       |
| 2006 | Wild Romance                   | Tatoeëerder           | Film                                             |
| 2008 | Hoe overleef ik mezelf?        | Eigenaar Piercingshop | Film                                             |
| 2008 | Raaf Mixer                     | Uitsmijter            | Tv-serie, één aflevering: 'Marchin' in the City' |
| 2009 | Piet Kluit, een man met ballen | Bokkie Bokmanen       | Tv-film                                          |
| 2010 | Gangsterboys                   | Camper Man            | Film                                             |
| 2011 | A'dam - E.V.A.                 | Kelvin Vlaskip        | Tv-serie, één aflevering: 'De Harmonie'          |
| 2013 | Van God Los                    | Dikke man             | Tv-serie, één aflevering: 'Dead Man's Hand'      |
| 2014 | T.I.M.                         | Monteur 1             | Tv-film                                          |